# 原田拓 (陸上選手)
原田拓（はらだ たく、1984年1月16日 - ）は、日本の陸上競技長距離走・マラソン選手。国士舘大学出身で、所属は八千代工業→アパレル→トーエネック→ランニングスクールフロッグを創業。2012年ホノルルマラソン日本人1位。→2014年軽井沢リゾートマラソン2日連続総合優勝→2014年ホノルルマラソン日本人1位。→2015年ハパルアハーフマラソン招待選手→2015年JALホノルルマラソン公認トレーナー就任→スポーツブランド「lecoqsportif（ルコックスポルティフ）」商品開発アドバイザー契約→名古屋市委託事業名城公園トナリノ、協力企業としてランニングスクールフロッグ移転（名古屋市北区名城1-4-1）→2017年1月子どもたちに正しい走り方を指導する「キッズ走り型教室」を名古屋市内の幼稚園、保育園、小学校を中心に開校。全国からの依頼に答えマラソン大会・イベント等でも開校し話題。2016年に開設したYouTubeチャンネルは2.6万人登録（2024年5月現在）

## 来歴
1999年4月、湘南工科大学附属高等学校に入学し、2002年1月3年生の時には、全国都道府県対抗男子駅伝競走大会で神奈川県代表として1区を走る。
2002年4月、国士舘大学へ進学し、2年生で箱根駅伝3区を走り、4人抜きの7位、4年生では4区を走り1人抜きの15位。2004年7月、日本I.C ハーフマラソン 7位入賞
2006年、実業団八千代工業へ入社。11月に開催された中部実業団対抗駅伝競走大会では6区を走り、区間3位となる。
2008年5月、BOLDER BOULDERに日本代表選手として出場。
2009年1月、全日本実業団対抗駅伝（ニューイヤー駅伝）では、4区を走り2人抜きの16位。
2010年当時JR東日本を退社し、ニートランナーとしても注目を浴びていた藤原新のトレーニングパートナーになる。
2011年実業団トーエネック入社、中部実業団対抗駅伝競走大会、名岐駅伝に出場する。
2012年2016年リオデジャネイロ五輪出場を目指し実業団を退社。
2012年12月9日開催された第40回ホノルルマラソンでは、日本人1位となる（全体9位）。
2013年、プロマラソンランナーとしての活動をスタートさせる。
2015年、スポーツブランド「lecoqsportif（ルコックスポルティフ）」商品開発アドバイザー契約を結ぶ。
2015年12月、lecoqsportif（ルコックスポルティフ）との最初のコラボレーションウエア「ハイビスカス総柄のランニングウエア」を開発話題となる。
また、「マラソンの力」を通じて子どもたちの、心と体の育成をサポートすると主張し「キッズ走り型教室」を2017年からスタート。
2017年4月27日には名古屋市委託事業名城公園トナリノ、協力企業としてランニングスクールフロッグ移転（名古屋市北区名城1-4-1）。

## 自己記録
- 10000m 28分56秒45（2008年11月23日日体大記録会）
- ハーフマラソン 64分19秒（2009年3月15日実業団ハーフ）
- ホノルルマラソン 9位（日本人1位） 2時間25分23秒（2012年12月9日）

## マラソン全成績
| 年月                 | 大会                   | 順位 | 記録          | 備考                  |
| -------------------- | ---------------------- | ---- | ------------- | --------------------- |
| 2012年12月9日        | ホノルルマラソン       | 9位  | 2時間25分23秒 | 初マラソン・日本人1位 |
| 2014年10月25日・26日 | 軽井沢リゾートマラソン | 1位  | 2時間20分42秒 | 2日連続優勝           |
| 2014年12月14日       | ホノルルマラソン       | 7位  | 2時間27分26分 | 日本人1位             |
| 2022年3月6日         | 東京マラソン           |      | 2時間19分12秒 |                       |
| 2022年6月5日         | 千歳JAL国際マラソン    |      | 2時間19分29秒 | 総合1位               |

### 注記
1. ↑  株式会社トーエネック 陸上競技部は近接する名古屋市瑞穂公園陸上競技場を中心に活動
2. ↑  八千代工業陸上競技部（HONDA）は、四日市製作所（三重県四日市市）から本社（埼玉県狭山市）へ移転